# Famille Janlet
Cette page explique l’histoire ou répertorie les différents membres de la famille Janlet.
La famille Janlet, est une famille admise à la bourgeoisie de Bruxelles le 29 janvier 1795, et qui a produit au cours des XIXe et XXe siècles, de nombreux architectes, décorateurs, peintres, et topiaires.
À cette famille appartiennent :
- Joseph Janlet, plafonneur, reçu bourgeois de Bruxelles le 29 janvier 1795, né à Floreffe le 30 juin 1760 et décédé à Bruxelles le 28 novembre 1812, époux de Marie Agnès Laloux née à Mont-Saint-Guibert le 24 juillet 1765 et décédée à Bruxelles le 27 septembre 1834.
- Félix Janlet, (Bruxelles, 7 janvier 1808-Bruxelles 28 mai 1868), architecte, épousa à Bruxelles le 15 février 1838, Caroline Christiaens née à Bruxelles le 5 juin 1819 et décédée à Bruxelles le 22 mars 1899.
- Émile Janlet (1839-1919), architecte
- Léon Janlet (1881-1956), architecte.
- Henry Janlet (1857-1935), peintre de paysages.
- Gustave Janlet, (fin XIXe - début XXe), aquarelliste et peintre.
- Jules Janlet, (1880-1973), topiaire.
- Pierre Janlet (1900-1991), mécène, collectionneur d'art moderne, un des fondateurs d' « Exploration du Monde ».
- Max Janlet (1903-1976), peintre-décorateur, architecte de jardins et mécène il a offert sa collection de tableaux au Musée d'Ixelles.
- Mina Martens, (née en 1914), archiviste de la Ville de Bruxelles, fille de Jean Baptiste Henri Martens et de Marguerite Caroline Janlet.